# Aeroportul Anadolu
Aeroportul Anadolu (IATA: AOE, ICAO: LTBY) este un aeroport din Eskişehir, Turcia ce deservește zona Eskişehir. Aeroportul a fost tranzitat în 2022 de 117.190 de pasageri. A fost numit după Anadolu University⁠(d).
Situat la o altitudine de 789 m, aeroportul dispune de 1 pistă.

## Infrastructură

### Piste
Aeroportul dispune de o singură pistă. Pista are orientarea 27/09. 